# Albumine
Albumine is kwantitatief het belangrijkste eiwitmolecuul dat, in opgeloste vorm, in het bloedplasma aanwezig is. Omdat het, vanwege de grootte van het albuminemolecuul, in de gezonde situatie niet uit de bloedhaarvaten kan treden, speelt het een belangrijke rol bij de handhaving van de juiste osmotische druk in de bloedvaten. Albumine wordt in de lever aangemaakt uit, van de spijsvertering afkomstige, door de leverpoortader aangevoerde aminozuren.

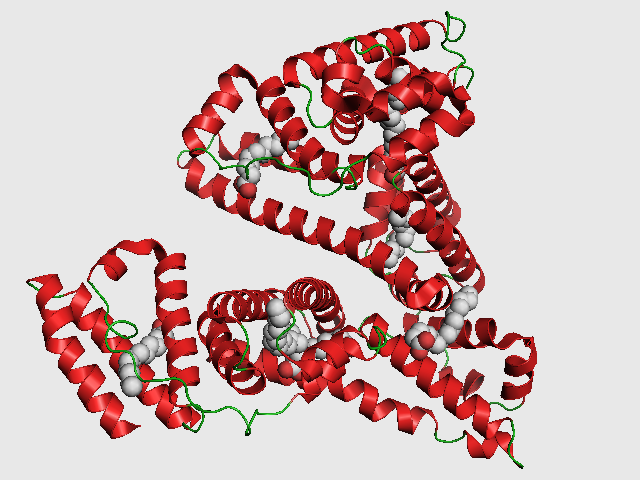
Structuur van menselijk serumalbumine (HSA) in een complex met zes palmitinezuurmoleculen

## Handhaving evenwicht weefselvocht en bloedvolume
Als de albumineconcentratie in het bloed hoger is dan buiten de bloedvaten, dan wordt er water naar de bloedvaten toegetrokken,  door osmose. Albumine heeft derhalve een wateraanzuigende werking. Op deze manier wordt de juiste druk verkregen; meer water betekent meer bloed, en meer bloed in dezelfde ruimte betekent een hogere druk. Hierdoor wordt enerzijds voorkomen dat te veel water vanuit de bloedbaan naar de weefsels gaat, en andersom dat te veel water naar de bloedbaan toestroomt. De hoeveelheid water in de bloedbaan blijft daardoor nagenoeg constant en daarmee het totale bloedvolume.

## Albumine als transporteiwit voor hormonen
Daarnaast verzorgt albumine het transport van stoffen in het bloed, met name hormonen, zowel in lichaamseigen, als in toegediende, medicinale vorm. Albumine transporteert 1/3 van het testosteron in de bloedsomloop bij de mannen.; 10% van het cortisol in het lichaam wordt ook aan albumine gebonden. Het meeste adrenaline in het plasma is met lage affiniteit gebonden aan albumine. Schildklierhormonen T3 en T4 binden met zeer lage affiniteit aan albumine. 20% van het aanwezige T4 (thyroxine) en 35% van het aanwezige T3 (3,5,3'-tri-joodthyronine) is aan albumine gebonden.

### Afvoer bilirubine naar de lever
Bilirubine, het giftige afbraakprodukt van hemoglobine, afkomstig van dode rode bloedcellen, wordt, gebonden aan albumine, door het plasma vervoerd naar de lever. Bilirubine is minder goed oplosbaar dan biliverdine, waardoor het minder efficiënt door het bloed getransporteerd kan worden. Daarom wordt het in het plasma, gebonden aan albumine, als 'indirect billirubine' vervoerd, en vervolgens in de lever tweemaal bèta gebonden aan glucuronzuur (direct billirubine) (verkregen uit 2x alfa-UDP-glucuronzuur).

## Albumine als medicijn
Albumine wordt toegediend bij de behandeling en preventie van diverse vormen van shock. Dit is een situatie waarbij het circulerend bloedvolume, in absolute of relatieve vorm, tekortschiet, door bloedverlies of bloedvatverwijding, om een adequate weefseldoorstroming te verzorgen. Dit kan gebeuren bij ernstige bloedingen door bijvoorbeeld operaties, bij ernstige brandwonden of bij bloedvergiftiging.
Bij zieke mensen, vooral bij een verminderde leverfunctie, is het albuminegehalte te laag. Er is dan sprake van hypo-albuminemie.
Runderalbumine (Bovine Serum Albumine - BSA) wordt gebruikt als blokkeerstof en stabilisator in de chemie.